# Rudusk
Rudusk – wieś w Polsce położona w województwie kujawsko-pomorskim, w powiecie golubsko-dobrzyńskim, w gminie Zbójno.

## Podział administracyjny
W latach 1975–1998 miejscowość administracyjnie należała do województwa włocławskiego.

## Demografia
Według Narodowego Spisu Powszechnego (III 2019 r.) wieś liczyła 35 mieszkańców. Jest czternastą co do wielkości miejscowością gminy Zbójno.